# Serie C 1998-1999 (pallamano maschile)
La Serie C 1998-1999 è stata la 17ª edizione del torneo di quarto, ed ultimo, livello del campionato italiano di pallamano maschile.

Esso venne organizzato dai comitati regionali della Federazione Italiana Giuoco Handball.

## Verdetti
| Girone                                                         | Squadre promosse in Serie B 1999-2000 | Città                                   |
| -------------------------------------------------------------- | ------------------------------------- | --------------------------------------- |
| Girone Lombardia                                               | Cassano Magnago                       | Cassano Magnago (VA)                    |
| Girone A - Veneto, Trentino-Alto Adige e Friuli-Venezia Giulia | Eppan                                 | Appiano sulla Strada del Vino (BZ)      |
| Girone B - Veneto, Trentino-Alto Adige e Friuli                | Gridirion                             | Conegliano (TV)                         |
| Girone Emilia-Romagna                                          | Pallamano Rimini '72                  | Rimini                                  |
| Girone Toscana                                                 | Fiorentina                            | Borgo San Lorenzo (FI)                  |
| Girone Marche                                                  | CUS Ancona                            | Ancona                                  |
| Girone Puglia e Basilicata                                     | Fasano                                | Fasano (BR)                             |
| Girone A - Sicilia                                             | Mazara (Squadra B)                    | Mazara del Vallo (TP)                   |
| Girone B - Sicilia                                             | Athlos                                | Palermo                                 |
| Girone C - Sicilia                                             | Paradiso Messina                      | Messina                                 |
| Girone D - Sicilia                                             | Scicli                                | Scicli (RG)                             |
| Girone Sardegna                                                | HB Sassari                            | Sassari                                 |
| Poule Promozione - Girone A                                    | Vis Foligno Atletica San Giorgio      | Foligno (PG) San Giorgio a Cremano (NA) |
| Poule Promozione - Girone B                                    | Modena (Squadra B) Città Giardino     | Modena Torino                           |